# Koxödt
Koxödt ist eine Streusiedlung im Strudengau in Niederösterreich und gehört zur Gemeinde Neustadtl an der Donau im Bezirk Amstetten.

## Geographie
Der Ort befindet sich etwa 10 Kilometer nordöstlich von Amstetten, knapp 3 km östlich von Neustadtl. Die zerstreuten Häuser liegen in der Neustadtler Platte auf um die 400 m ü. A. Höhe, etwa 1½ Kilometer rechts (südlich) ab von der Donau bei Freyenstein, grob 150 Höhenmeter über dem Fluss. Die Streulagen umfassend die Westhänge des Kürnbergs (428 m ü. A.), des Bergs über der Donau bei Freyenstein.
Die Ortslage umfasst knapp 1 Dutzend Häuser.
Den Ort passieren die Landesstraßen L 91 (Amstetten – Ybbs a. d. Donau) zwischen Hainstetten und Freyenstein, und die sie hier kreuzende L 6023 von Unterholz über Oberholz – Dörfl zur L 91 und von dieser über Koxödt zur L 6024 (Freyenstein – Neustadtl) bei der Lindmühl.
Nachbarorte
| Nabegg  | Schlaghof                                   | Freyenstein |
| Weg     | Kompassrose, die auf Nachbargemeinden zeigt |             |
| Berghof | Reith                                       | Dörfl       |

## Geologie
Die Gegend besteht aus Weinsberger Granit, während sich östlich der Feinkorngranit um Freyenstein anschließt. Direkt nördlich verläuft bei der Lindmühle die mächtige Sörung Ardagger – Yspertal.

## Tourismus und Sehenswürdigkeiten
Die Gegend ist gutes Wandergebiet, so führen mehrere Wander- oder Radwanderwege durch Koxödt, etwa der Donau-Höhen-Rundwanderweg (452, Etappe Neustadtl – Ardagger Markt). oder die Mostviertel-Radroute Nummer 12 Von Fluss zu Fluss im Mostbirnland (Ennsdorf – Freyenstein).
Südöstlich des Orts befindet sich ein germanisch-keltischer Opferstein.
Koxödt liegt vollständig im Landschaftsschutzgebiet Strudengau und Umgebung (LSG 15) und ist von der Randzone des Europaschutzgebietes Strudengau–Nibelungengau (FFH, AT1217A00/17) umschlossen.

## Nachweise
1. ↑  NÖ Landesstraßenverzeichnis.  Glz. 8500/99–0, Stv. Lgbl. 84/00  (i.d.g.F. online, ris.bka).
2. ↑  Gerhard Fuchs: Bericht 2000 über geologische Aufnahmen im Moldanubikum auf Blatt 53 Amstetten. (1). In: Jahrbuch der Geologischen Bundesanstalt (Jb. Geol. B.-A.). Band 145, Heft 3+4, Dezember 2005, ISSN 0016-7800, S. 283–291 (zobodat.at [PDF]).
Gerhard Fuchs: Der geologische Bau der Böhmischen Masse im Bereich des Strudengaus (Niederösterreich). In: Jahrbuch der Geologischen Bundesanstalt (Jb. Geol. B.-A). Band 143, Heft 4, 2003, ISSN 0016-7800, S. 350–351 (geologie.ac.at).
3. ↑  Donau-Höhen-Rundwanderweg – Teil 2: von Neustadtl nach Ardagger Markt, auf Institut für Datenverarbeitung der Universität Linz: Oberösterreich, upperaustria.org → Donauregion
4. ↑  vergl. Welche Radwege gibt es in Haag? Stadt Haag
5. 1 2  Die schönsten Radrouten. (PDF; 4,8 MB) Karte auf niederoesterreich.at.
6. ↑  eine Koordinate gibt at.geoview.info: Opferstein